# Rudy Kot

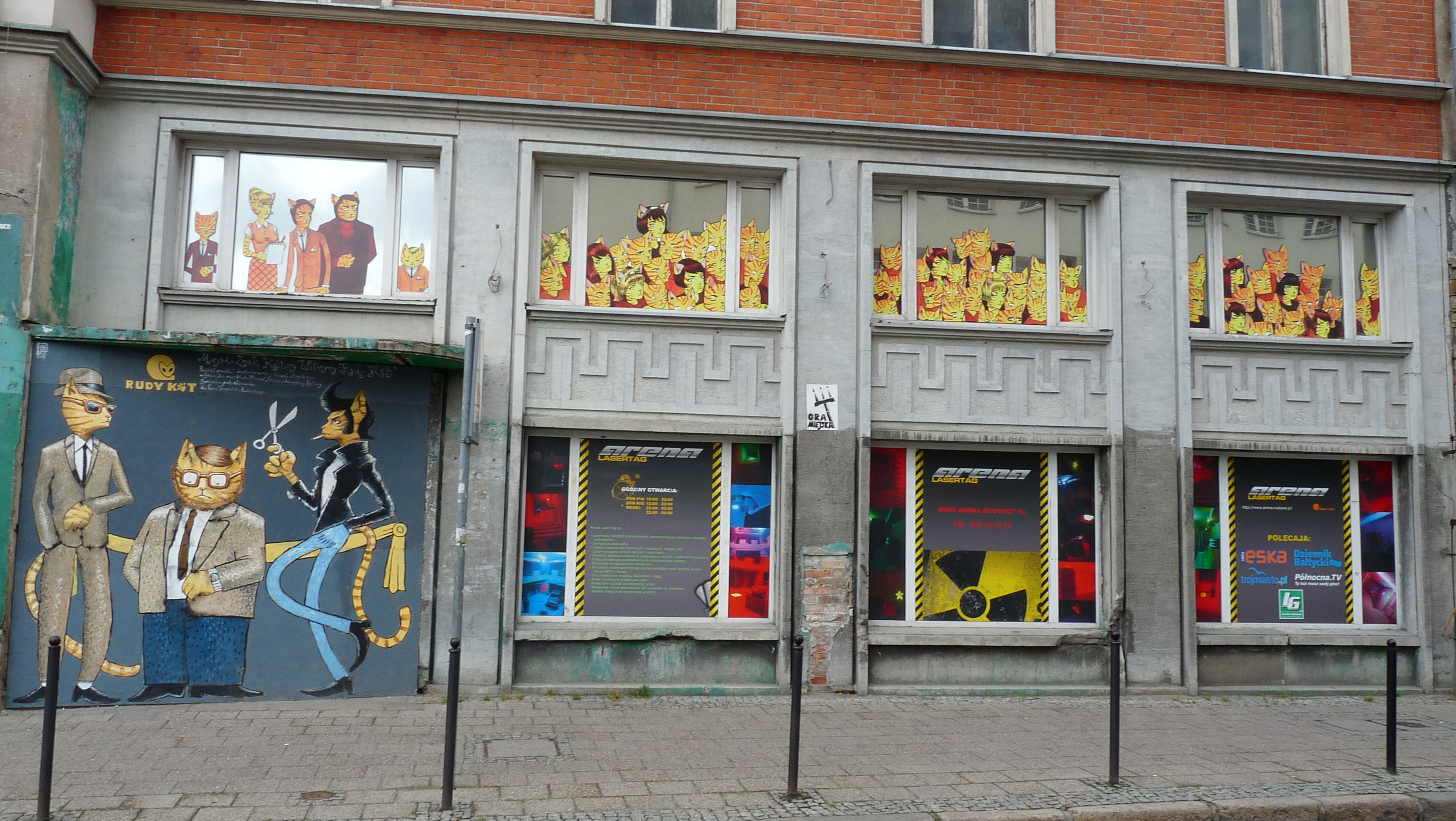
Rudy Kot

Rudy Kot – klub muzyczno-rozrywkowy w Gdańsku, działający w latach 1957–2007. 24 marca 1959 zagrał tu pierwszy polski zespół rock'n'rollowy Rhythm and Blues. Występ ten przyjmuje się za początek rock and rolla w Polsce.

## Siedziba
Klub powstał w kamienicy przy ul. Garncarskiej 18/20, zbudowanej w 1947, w miejscu zniszczonego wskutek działań Armii Czerwonej w 1945, kompleksu hotelowo-restauracyjnego „Deutscher Hof”. Rok później właściciel Józef Chmielewski został zmuszony przez władze do oddania nieruchomości. 

## Działalność
- 5 listopada 1950 – uruchomienie w kamienicy „Klubu Drukarza”;
- 1955 – przeznaczenie sali restauracyjnej na parterze i świetlicy na „Klub Pracowników Kultury”, w ramach którego działał tu krótko „Klub Muzyki Mechanicznej”;
- 18 czerwca 1955 – premierowy występ gdańskiego kabaretu „Rudy Kot” z programem „Miniatury”, oparty na tekstach Tadeusza Boya-Żeleńskiego, inspirowany działalnością krakowskiego kabaretu „Zielony Balonik”. Program: Andrzej Pawluk, scenografia: Wowo Bielicki, akompaniament: Józef Zawadzki, wystąpili: Zbigniew Cybulski, Bogumił Kobiela, Ewa Totwen, Wanda Karasińska, Irena Starkówna. Działał tu też Teatr Łątek. Do marca 1957 odbyło się 500 imprez, które obejrzało ok. 50 tysięcy osób.
- czerwiec 1957 – przekształcenie w ogólnodostępną kawiarnię „Rudy Kot”, powołanie muzycznego klubu młodzieżowego „Rudy Kot”, otwarcie na piętrze kina kameralnego „Rudy Kot” (od 1958 kino „Drukarz”);
- 1957–1960 – działalność literacko-artystycznej grupy studenckiej „Szkoła Grafomanów”;
- 24 marca 1959 – koncert pierwszego polskiego zespołu rock'n'rollowego Rhythm and Blues;
- lata 60. – koncerty najbardziej znanych zespołów bigbitowych, m.in. Czerwone Gitary i Trzy Korony;
- 1964 – utworzenie Gdańskiego Studia Piosenki, pierwszymi adeptami studia, którzy zrobili karierę estradową, byli m.in. Irena Jarocka, Stefan Zach i Marian Zacharewicz, ukończyli je też Maryla Lerch, Grażyna Łobaszewska, Wojciech Ziarnik i baryton operowy Dominik Sierzputowski;
- lata 80. – wystąpienia formacji Totart;
- lata 90. i po roku 2000 – zmiany formuły działalności, m.in. klub muzyczny, restauracja, kawiarenka internetowa, laserowy paintball;
- 2007 – zaprzestanie działalności klubu, ponawiane nieudane próby reaktywacji w różnych formułach[3];
- 2016 – przejęcie lokalu przez władze miasta[4].